# Waldburg-Capustigall
Waldburg-Capustigall fue primero un senescalado de la Casa de Waldburg y más tarde un condado localizado en Prusia Oriental. Waldburg-Capustigall era una partición de Waldburg-Trauchburg y fue elevado a Condado en 1686, antes de ser anexionado por el Reino de Prusia en 1745.

## Gobernantes de Waldburg-Capustigall

### Senescales de Waldburg-Capustigall
- Juan Jacobo, 1554-1585
- Wolfgang Enrique, 1585-1637
- Juan Alberto, 1637-1655
- Abraham, 1637-1638
- Wolfgang Cristóbal, 1643-1686 (elevado a conde imperial, Reichsgraf)

### Condes de Waldburg-Capustigall
- Wolfgang Cristóbal, 1686-1688
- Joaquín Enrique, 1655-1703
- Otón Guillermo I, 1703-1725
- Carlos Federico, 1703-1722
- Otón Guillermo II, 1725-1745

- Datos: Q895488